# Records du Danemark de cyclisme sur piste
Les records du Danemark de cyclisme sur piste sont les meilleures performances réalisées par des pistards danois.

## Hommes
| Épreuve                                   | Record            | Cycliste                                                               | Date              | Compétition           | Lieu                   | Ref   |
| ----------------------------------------- | ----------------- | ---------------------------------------------------------------------- | ----------------- | --------------------- | ---------------------- | ----- |
| Sprint sur 200 mètres, départ lancé       | 10.105            | William Rimkratt-Milkowski                                             | 30 mai 2018       | Grand Prix de Moscou  | Moscou, Russie         | [ 1 ] |
| Kilomètre contre-la-montre, départ arrêté | 1:01.067          | Rasmus Pedersen                                                        | 1er décembre 2018 | Coupe du monde        | Berlin, Allemagne      | [ 2 ] |
| Poursuite individuelle sur 4 000 mètres   | 4:14.982          | Lasse Norman Hansen                                                    | 14 août 2016      | Jeux olympiques       | Rio de Janeiro, Brésil | [ 3 ] |
| Poursuite par équipes sur 4 000 mètres    | 3 min 44 s 672 RM | Lasse Norman Hansen Julius Johansen Frederik Rodenberg Rasmus Pedersen | 27 février 2020   | Championnats du monde | Berlin, Allemagne      | [ 4 ] |
| Record de l'heure                         | 53.975 km         | Martin Toft Madsen                                                     | 13 août 2019      |                       | Odense, Danemark       | [ 5 ] |

## Femmes
| Épreuve                                        | Record   | Cycliste          | Date            | Compétition                   | Lieu                        | Ref   |
| ---------------------------------------------- | -------- | ----------------- | --------------- | ----------------------------- | --------------------------- | ----- |
| Sprint sur 200 mètres, départ lancé            | 12.031   | Janni Bormann     | 18 octobre 2019 | Championnats du monde Masters | Manchester, Grande-Bretagne |       |
| Contre-la-montre sur 500 mètres, départ arrêté | 36.621   | Amalie Dideriksen | 18 octobre 2015 |                               | Granges, Suisse             | [ 6 ] |
| Poursuite individuelle sur 3 000 mètres        | 3:30.264 | Amalie Dideriksen | 15 août 2016    | Jeux olympiques               | Rio de Janeiro, Brésil      | [ 7 ] |